# Ripp
Ripp, pseudonimo di Luigi Miaglia (Torino, 7 febbraio 1888 – 7 aprile 1962), è stato un compositore italiano, noto anche come scrittore e autore di riviste musicali in italiano e dialetto piemontese, nonché scenette radiofoniche.

## Biografia
È stato autore insieme a Bel Ami (nome d'arte di Anacleto Francini) di alcune delle più importanti riviste di Erminio Macario e di Totò.
Cesare Pavese ha dedicato a questo autore il saggio La poesia di Ripp, rimasto inedito all'epoca e pubblicato oggi nella raccolta Il serpente e la colomba.

## Opere

### Brani musicali
- Creola;
- Il passo del cammello;
- Nel paese dei Zulù[1]

### Riviste e commedie musicali
- 1932: Il gasista di Hollywood;
- 1933: La piccola gran via;
- 1934: Si pranza domani!

in collaborazione con Erminio Macario
- 1934: La signorina Buttelfly (ovvero Le sette mogli di Barbablù);
- 1936: Ali e poi Babà (ovvero Le sette mogli di Barbablù);

in collaborazione Bel Ami (Anacleto Francini);
- 1928: Madama Follia
- 1928: Il paradiso delle donne;
- 1928: Mille e una donna;
- 1928: Girotondo;
- 1928: Sì, sì, Susette;

in collaborazione con Fanfulla (Luigi Visconti) 
- 1935: Il treno delle 23 e 79 (ovvero Il paese dei ravanelli, Quell'uom dal fiero aspetto, Viva le donne)

## Varietà radiofonici Eiar
- Di tutto un poco, rivista di Federico Fellini e Ruggero Maccari, con un intervento umoristico di Ripp e un racconto di Vittorio Metz, orchestra Carlo Zeme, regia di Nunzio Filogamo, trasmesso il 1 settembre 1940